# Floribama Shore (temporada 1)
La primera temporada de Floribama Shore, un programa de telerrealidad estadounidensecon sede en Mango de Florida, Florida, comenzó a ser emitido el 27 de noviembre de 2017. Este reality show reúne a ocho jóvenes desconocidos que viven juntos durante el verano en la Costa del Golfo en Panama City Beach, Florida. El objetivo principal de los jóvenes fiesteros es divertirse, permitirse romper con las obligaciones de la vida cotidiana, pero también encontrar el amor, un poco de dinero extra y amigos. Algunos de los miembros del reparto son provenientes de Alabama, aunque en su mayoría provienen de Florida, de allí el nombre del programa.
En MTV Latinoamérica se estrenó en enero de 2018.

## Elenco
- Aimee Hall[2]
- Candace Rice[2]
- Codi Butts[2]
- Gus Smyrnios[2]
- Jeremiah Buoni[2]
- Kirk Medas[2]
- Kortni Gilson[2]
- Nilsa Prowant[2]

### Duración del Reparto
| Nombre   | Episodios | Episodios | Episodios | Episodios | Episodios | Episodios | Episodios | Episodios |
| Nombre   | 1         | 2         | 3         | 4         | 5         | 6         | 7         | 8         |
| Aimee    |           |           |           |           |           |           |           |           |
| Candace  |           |           |           |           |           |           |           |           |
| Codi     |           |           |           |           |           |           |           |           |
| Gus      |           |           |           |           |           |           |           |           |
| Jeremiah |           |           |           |           |           |           |           |           |
| Kirk     |           |           |           |           |           |           |           |           |
| Kortni   |           |           |           |           |           |           |           |           |
| Nilsa    |           |           |           |           |           |           |           |           |
| -------- | --------- | --------- | --------- | --------- | --------- | --------- | --------- | --------- |

Notas